# Улица Чкалова (Гатчина)
У́лица Чка́лова — одна из основных улиц города Гатчины Ленинградской области.
Начинается от улицы Карла Маркса и площади Варшавского вокзала. Вначале улица идёт на запад, но у дома №5 резко поворачивает на северо-запад и идёт далее по границе Приоратского парка, образует углы с улицей Лейтенанта Шмидта, улицей Леонова, улицей Горького, Банным переулком, Красной улицей. После угла с Красной улицей улица Чкалова вновь несколько изменяет своё направление, отклоняясь на запад. Заканчивается улица Чкалова у проспекта 25-го Октября.

## История
С 1780-х годов называлась Загвоздкинской (в некоторых источниках — Загвоздинской), она вела в сторону деревни Загвоздки (ныне — один из микрорайонов Гатчины). В 1864 году по просьбе жителей переименована в Люцевскую улицу по имени Федора Ивановича Люце, коменданта города, много сделавшего для благоустройства Гатчины.
Люцевская улица всегда содержалась в благоустроенном виде, так как по ней проходил путь от Варшавского вокзала до Гатчинского дворца, и улица была своеобразным «лицом» города для прибывающих в него по Варшавской железной дороге. В 1890-х годах на улице зажглись первые электрические фонари, питаемые дворцовой электростанцией.
В 1922 году улица переименовывается в улицу Юного Пролетария (весьма распространённое революционное название-штамп), а в 1949 году — в улицу Чкалова в честь известного лётчика. Название это нелогично, так как Валерий Павлович Чкалов жил в Гатчине на нынешнем Красноармейском проспекте, в то время как на улице Чкалова (тогда ещё Люцевской) жил другой известный лётчик — Пётр Николаевич Нестеров. Между тем, в честь Чкалова названа именно эта улица, а в честь Нестерова — улица, проходящая недалеко от дома Чкалова.

## Застройка

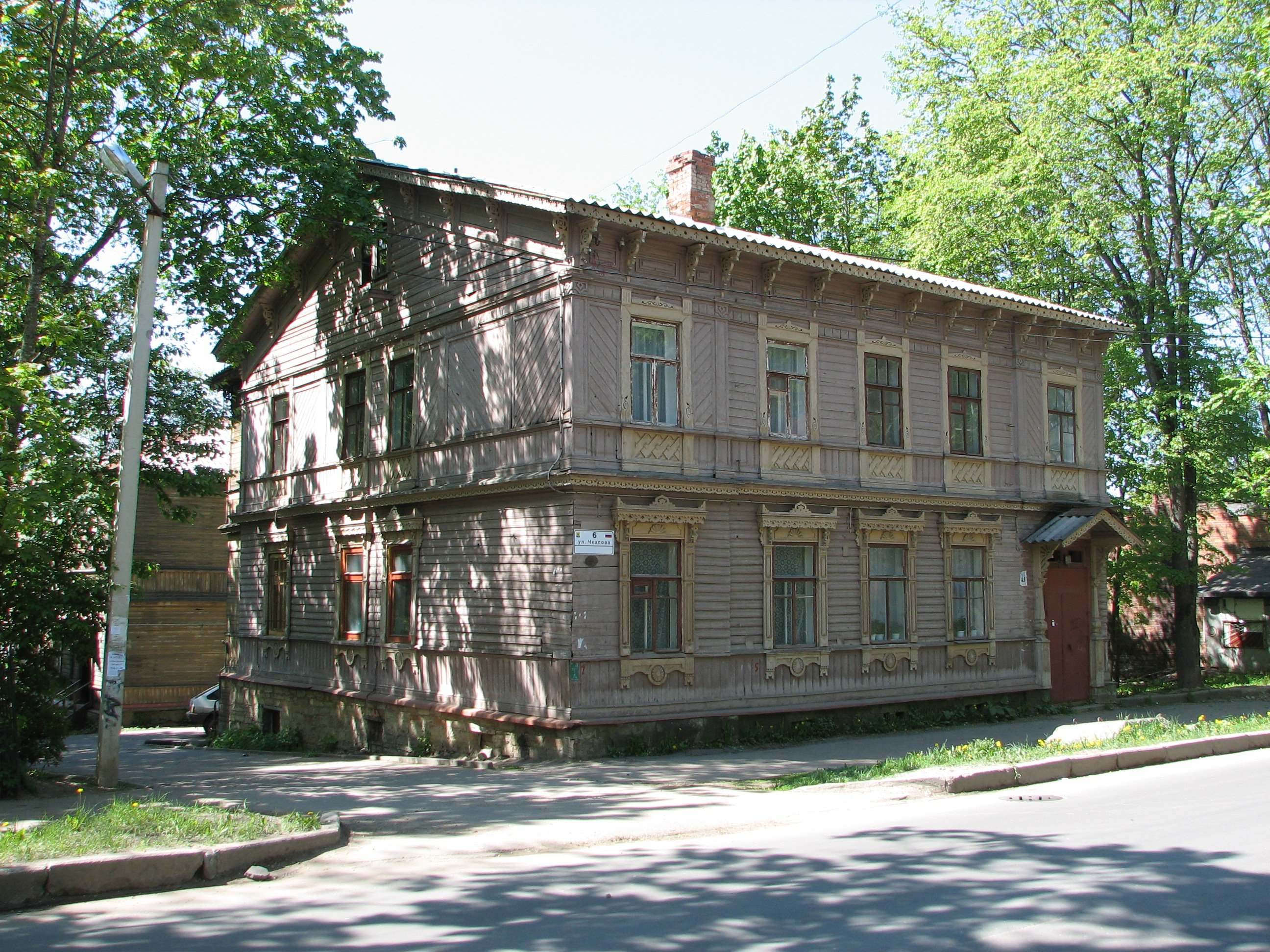
Жилой дом № 6 на улице Чкалова

Сегодня на улице Чкалова сохранились несколько дореволюционных деревянных и каменных домов. Владимир Монахов в своем очерке «Прогулка по Гатчине середины XX века, или воспоминания нестарого гатчинца» писал: 

« ...на улице Чкалова хорошо просматривалась определённая система. Около дороги стоят дома, красивые, как на параде. Далее за ними, образуя вторую линию, шли служебные постройки из красного кирпича, весьма симпатичные по архитектуре. И, наконец, далее, в глубине садов, – флигеля, одноэтажные дома, как правило, весьма вычурной отделки. В них, в дореволюционное время, жили хозяева всего участка, сдававшие дома, что на улице, дачникам. Особенно нарядно смотрелась улица с тыльной стороны от Чёрного озера. Флигеля просто утопали в сирени».

Одним из ярких примеров архитектуры северного модерна начала XX века является дом Кисселя (д. №36), построенный по проекту Л.М. Харламова в 1910 году. Каменный особняк сохранил выразительный вид, хотя и утратил некоторые архитектурные элементы.
Декор многих домов был утерян во время оккупации Гатчины нацистскими войсками и в дальнейшем уже не восстанавливался. Послевоенные реставрационные работы сводились лишь к ремонту и обшивке фасадов вагонкой. Однако и при этом некоторые дома сохранили оригинальный декор.

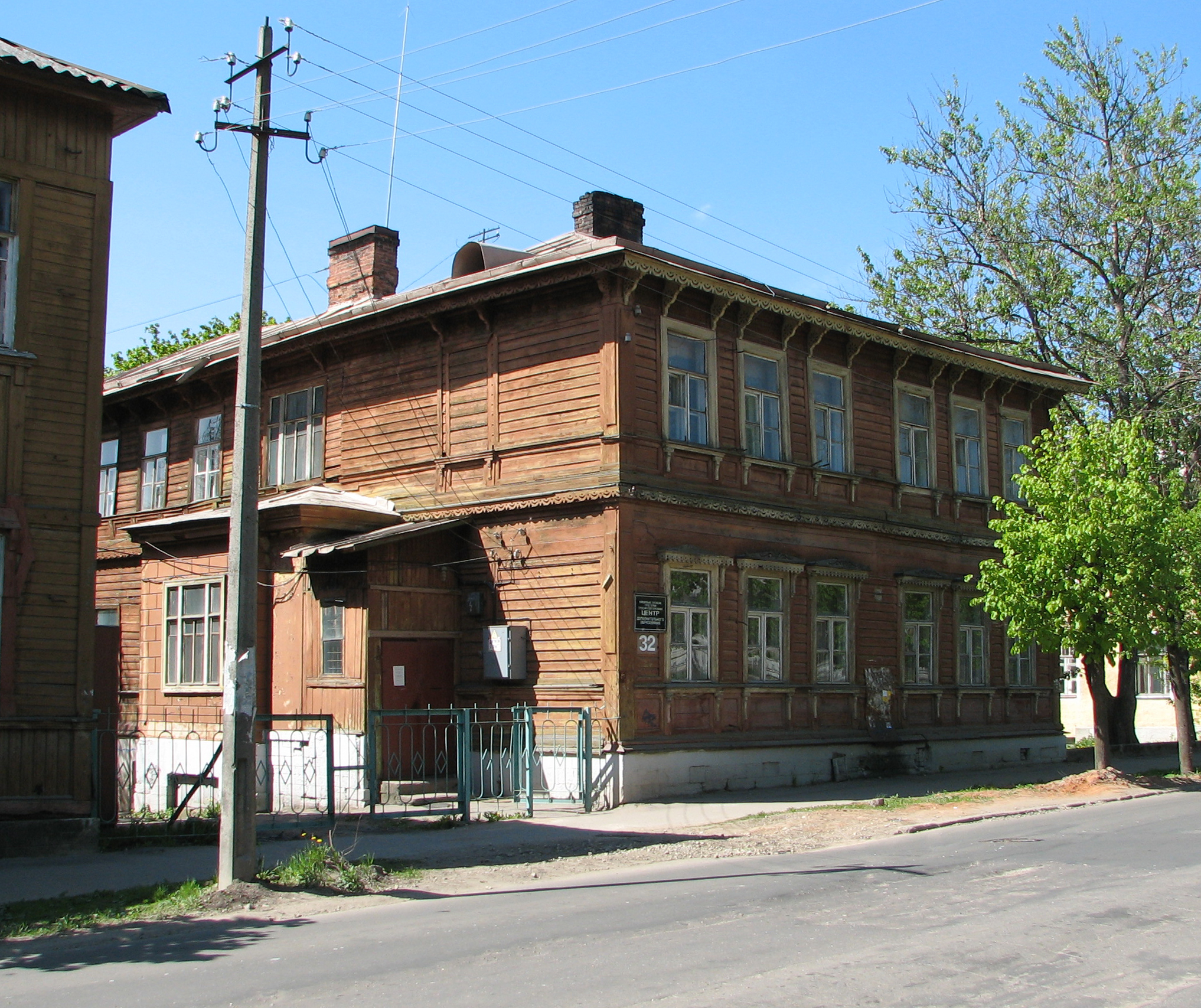
Здание гимназии Табунщиковой (д. №32)

Кроме жилой застройки, достопримечательностями улицы являются здание Реального училища (ныне Гатчинская общеобразовательная школа № 4, д. 2), возведённое в 1899—1900 годах по проекту архитектора Н.В. Дмитриева, здание Дворцового управления (ныне гостиница «Гатчина», д. 77), построенное в 1860-х годах по проекту А.В. Кокорева, здание гимназии Табунщиковой (ныне отдел дополнительного образования города Гатчины, д. 32), появившееся в 1908 году по проекту К. О. Гвиди. На углу улицы Лейтенанта Шмидта стоит одна из многочисленных гатчинских парковых сторожек, возведённых в 1880-е годы по типовому проекту Л.Ф. Шперера. Также на улице находится здание Детской музыкальной школы им. Ипполитова-Иванова (д. 66), построенное в 1958—1959 годах по проекту Э. И. Ярмолинского.
Вся улица представляет процесс развития гатчинского градостроительства — от деревянных классических домов XVIII—XIX столетий и каменных особняков в стиле модерн начала XX века до массового жилищного строительства второй половины XX столетия и особняков начала XXI века.
Дом №5 по улице Чкалова связывают с печальной историей семьи Ковалевских. По некоторым сведениям,  дочь домовладельца Ковалевского умерла от туберкулёза, после чего безутешный отец велел в своем завещании передать дом под детскую лечебницу. По другой версии, лечебницу пожелала открыть сестра умершей, Ольга Ковалевская, и находилась она в соседнем доме №3 по тогдашней Люцевской улице. Этот дом до наших дней не сохранился.
В последнее десятилетие улица Чкалова утратила большое количество деревянных домов в результате частых так называемых риэлторских поджогов, после которых на месте сгоревших старинных деревянных домов начиналось строительство элитных зданий.

## Известные жители
Нестеров, Петр Николаевич (1887—1914), военный лётчик, основоположник высшего пилотажа. Жил в доме № 16 в 1912 году. До наших дней дом не сохранился.
Боткин, Сергей Петрович (1832—1889), врач и общественный деятель. Жил в доме № 2 каждое лето с 1871 по 1881 год. До наших дней дом не сохранился.
Ломакин, Гавриил Якимович (1812—1885), композитор и дирижёр. Жил в доме, располагавшемся на месте современной Детской музыкальной школы им. Ипполитова-Иванова с 1867 по 1885 год.
Успенский, Глеб Иванович (1843—1902), писатель и общественный деятель. Жил в не сохранившемся до нашего времени доме в конце улицы.
Кованько, Александр Матвеевич (1856—1919), изобретатель и пилот. Жил в доме № 10 в 1918 году. Дом утрачен в XXI веке.
Романов Иван Федорович (1858—1913), публицист, религиозный мыслитель, близкий друг В. В. Розанова (псевдонимы: Рцы, Гатчинский отшельник, Заточников и др.). Редактор-издатель журнала «Летописец» (1904). Жил в доме № 67.

## Мемориальные доски, памятные знаки и скульптура
На фасаде здания Реального училища (школы № 4, д. № 2) установлены мемориальные доски в память о знаменитых учениках этого учебного заведения. Увековечены: полярный лётчик Б. Г. Чухновский, вице-адмирал М. А. Крупский, лётчики С. В. Макаров, В. А. Сандалов, В. А. Ширяев, архитектор В. Н. Щербин.

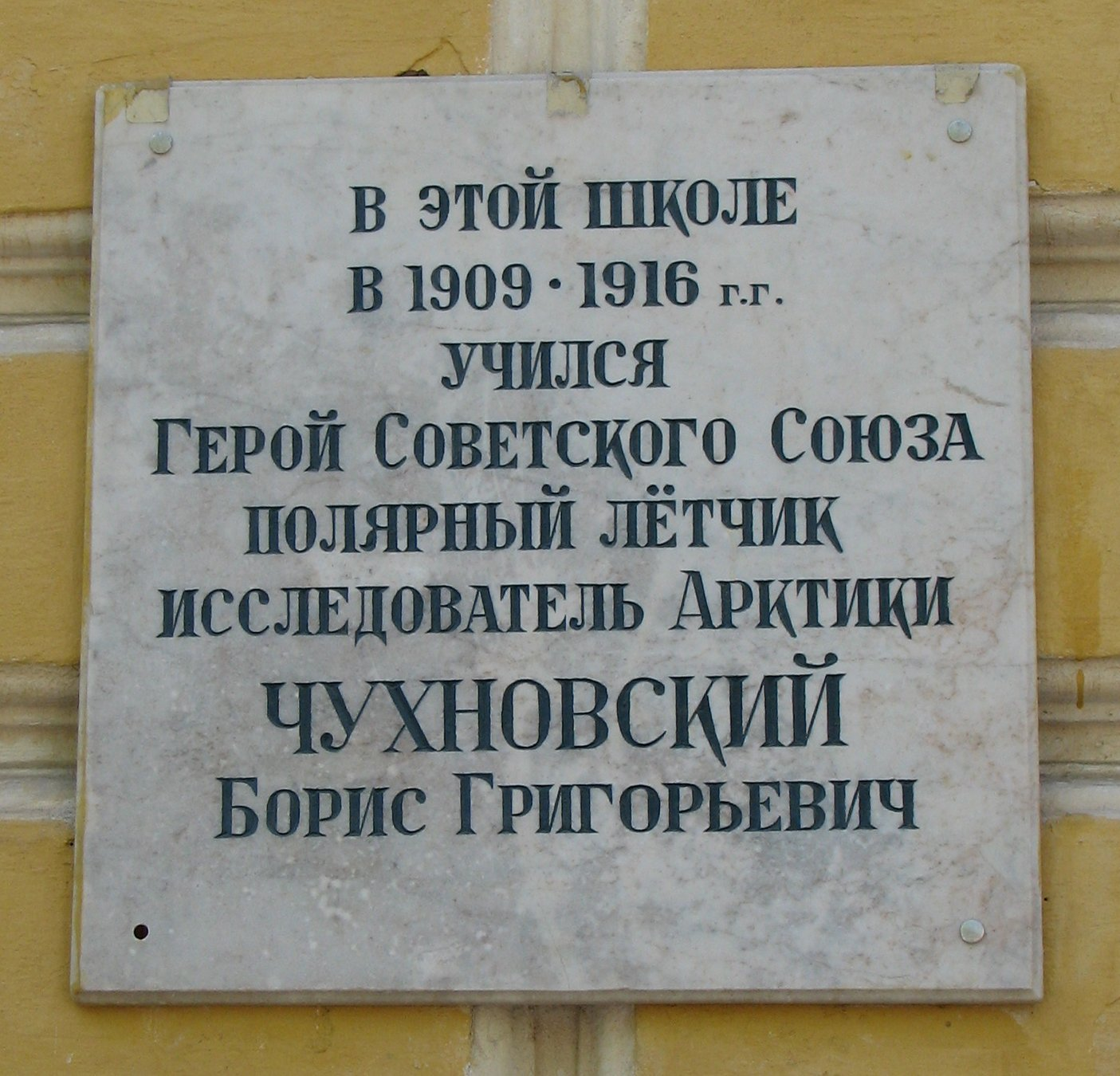
Мемориальная доска Б.Г. Чухновскому
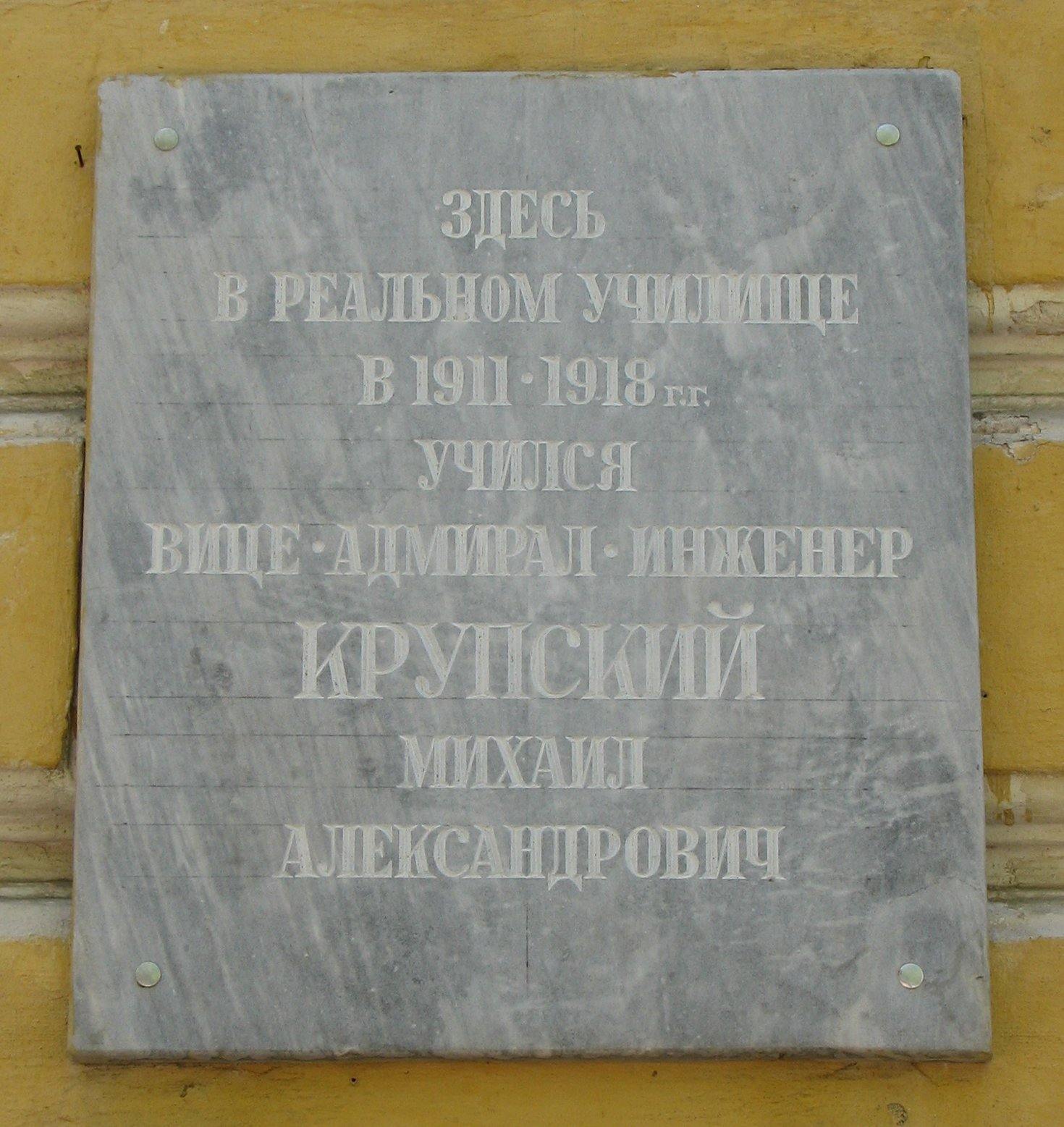
Мемориальная доска М.А. Крупскому
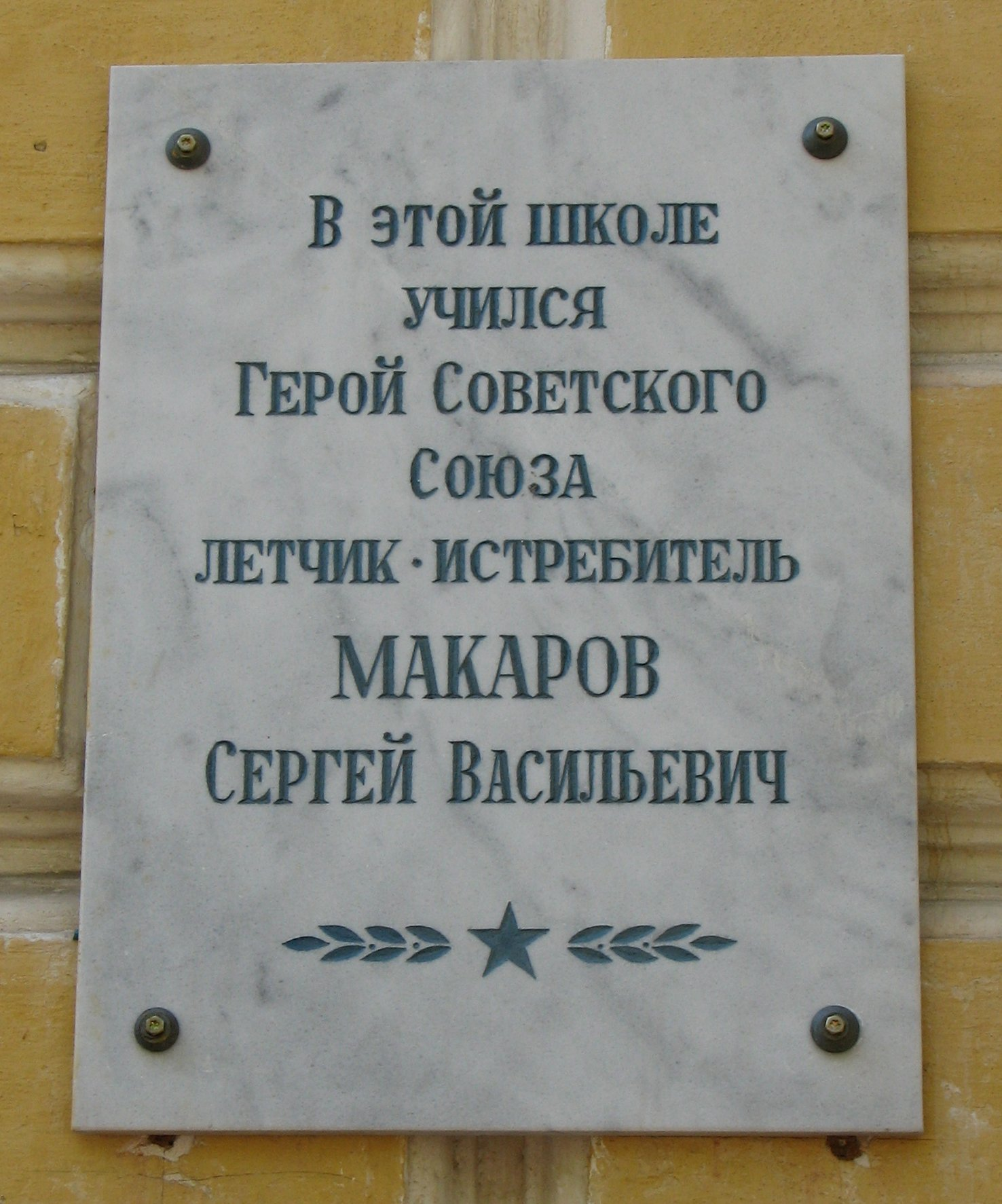
Мемориальная доска С.В. Макарову
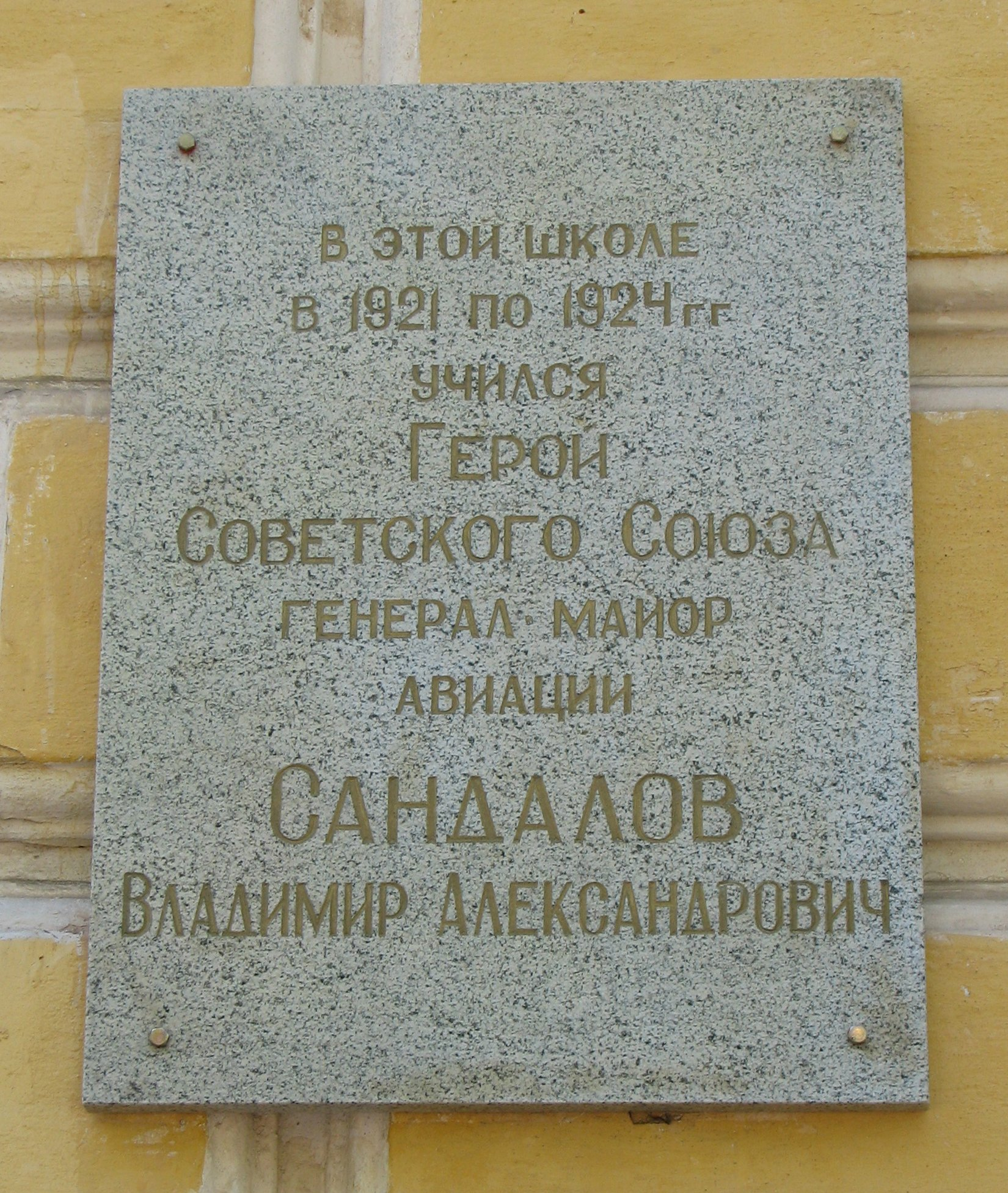
Мемориальная доска В.А. Сандалову
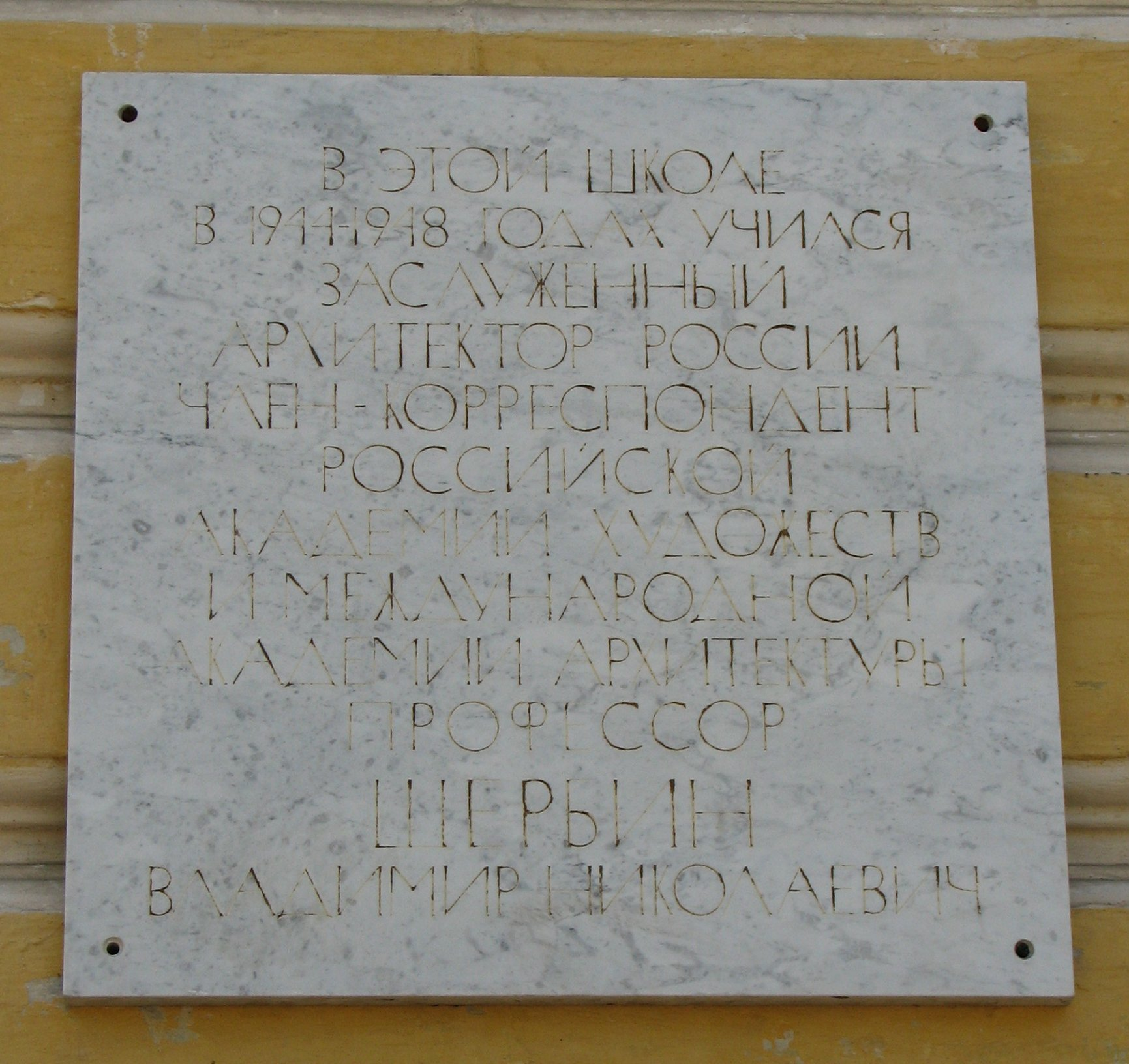
Мемориальная доска В.Н. Щербину
Мемориальная доска В. Монахову

На фасаде здания Музыкальной школы им. Ипполитова-Иванова (д. №66) установлена мемориальная доска в память о выдающемся композиторе, уроженце Гатчины.
На доме № 61 находится мемориальная доска, напоминающая о том, что «этот дом реконструирован силами молодёжно-жилищного комплекса „Старая Гатчина“, организатором и участником которого с 1987 по 1992 годы был гатчинский художник Владимир Монахов». Мемориальная доска увековечила имя одного из видных граждан города, известного в Гатчине художника и знатока старого города.

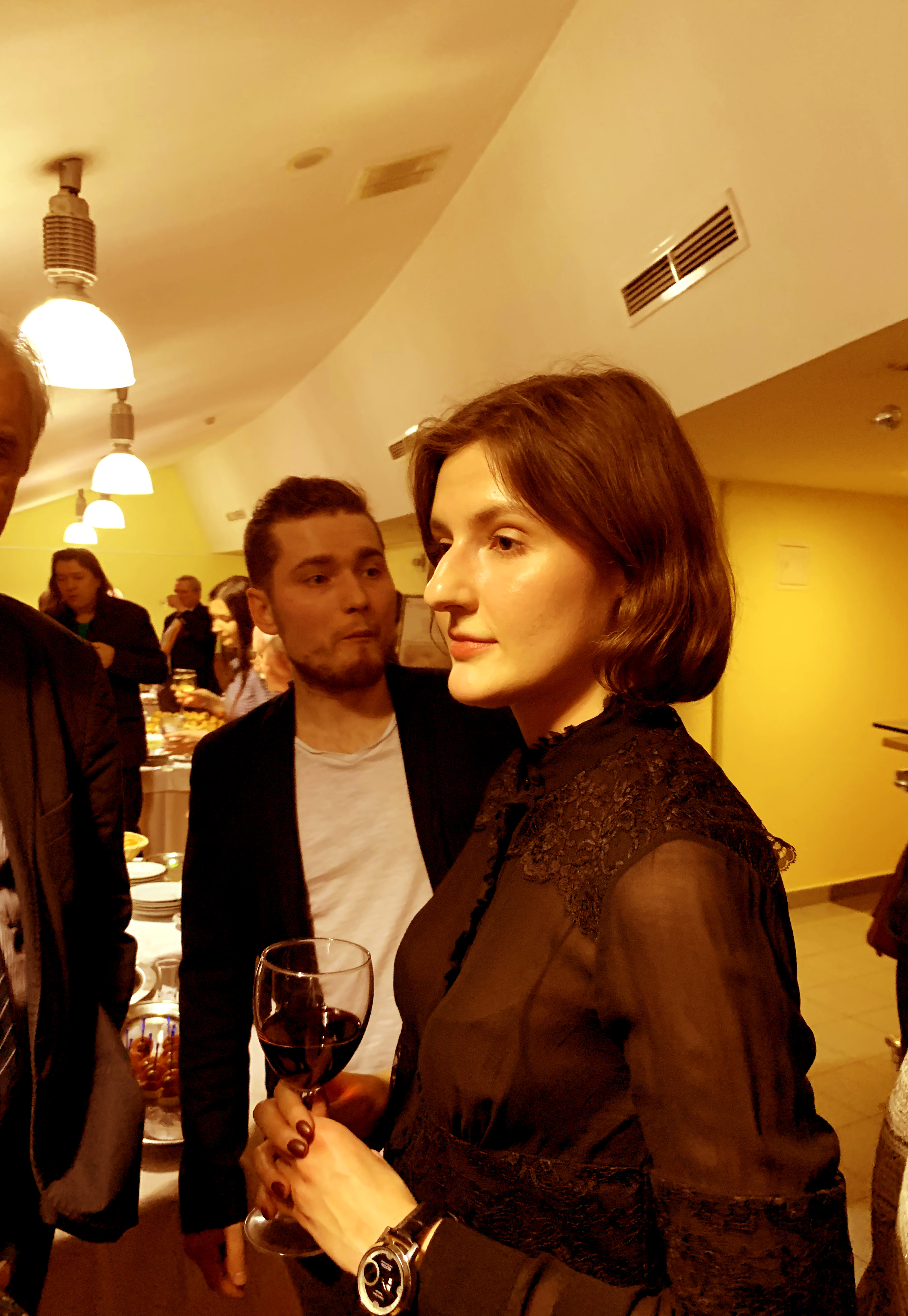
Парковая скульптура «Незнакомка»

На углу Банного переулка установлен памятный знак в честь основание предприятия «Электросети». Памятник представляет собой каменный фонарь с мемориальной надписью. На фонаре также выбиты цифры «1881» — год начала электрификации Гатчины.
7 сентября 2016 рядом с музыкальной школой установлена парковая скульптура «Незнакомка», выполненная по заказу АО «ЛОЭСК» петербургским кузнецом Тимуром Садуллаевым, участником творческой мастерской «Ковчег».